# Чхве Сон Хуей
Чхве Сон Хуей (кор. 최선희; нар. 10 серпня 1964, Північна Корея) — північнокорейська політична діячка, міністерка закордонних справ Північної Кореї.  
Раніше вона була першим заступником міністра закордонних справ. Міністром закордонних справ була призначена 11 червня 2022 року, ставши першою жінкою на цій посаді та однією з небагатьох північнокорейських жінок, які обіймають посаду такого високого рівня. 
Окрім того, вона є досвідченим перекладачем, помічником, дослідником і чиновником МЗС. 